# رئیس‌جمهور الجزایر
رئیس‌جمهور الجزایر (به عربی: رئيس الجزائر)، ریاست دولت، و مدیر اجرایی کشور الجزایر، و همچنین فرمانده کل قوای نیروهای مسلح ملی الجزایر است.

## پیشینهٔ ایجاد
برنامه طرابلس، که در سال ۱۹۶۲ به عنوان قانون اساسی الجزایر شناخته شد و این کشور استقلال خود از فرانسه را بر پایهٔ آن به دست آورد، رئیس‌جمهور را به عنوان رئیس دولت با نخست‌وزیری که در عملیات اجرایی دولت کمک می‌کند، تأسیس کرد.

## رؤسای جمهور پیشین الجزایر
- عباس
- بن بلا
- بومدین
- بیطاط
- بن جدید
- بوضیاف
- کافی
- زروال
- بوتفلیقه